# Zbručský idol

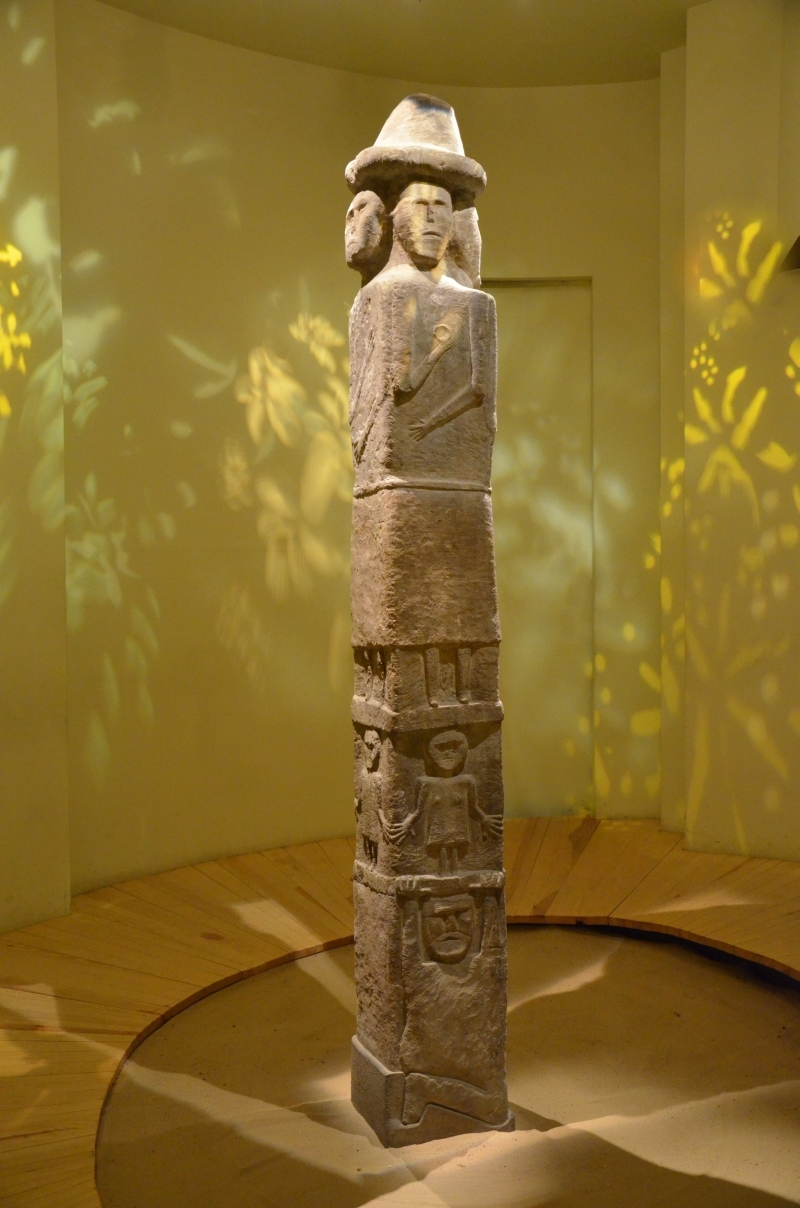
Zbručský idol v Krakovském archeologickém muzeu

Zbručský idol je kamenná stéla z 10. století přisuzovaná východním Slovanům, Kumánům (Kypčakům) či Sarmatům. Byl nalezen u Husjatynu v řece Zbruč, přítoku Dněstru, na západní Ukrajině roku 1848 při neobvykle nízkém stavu vody. Dnes je uložen v muzeu v Krakově. V blízkosti místa nálezu leželo hradiště Bogit, z kterého byl idol pravděpodobně v 10.–12. století odstraněn a vhozen do řeky. Podle jiné teorie stál blíže řeky. Archeologický výzkum Szymańského došel k zjištění, že do jámy nalezené v místě obětiště by se nevešel.

## Popis

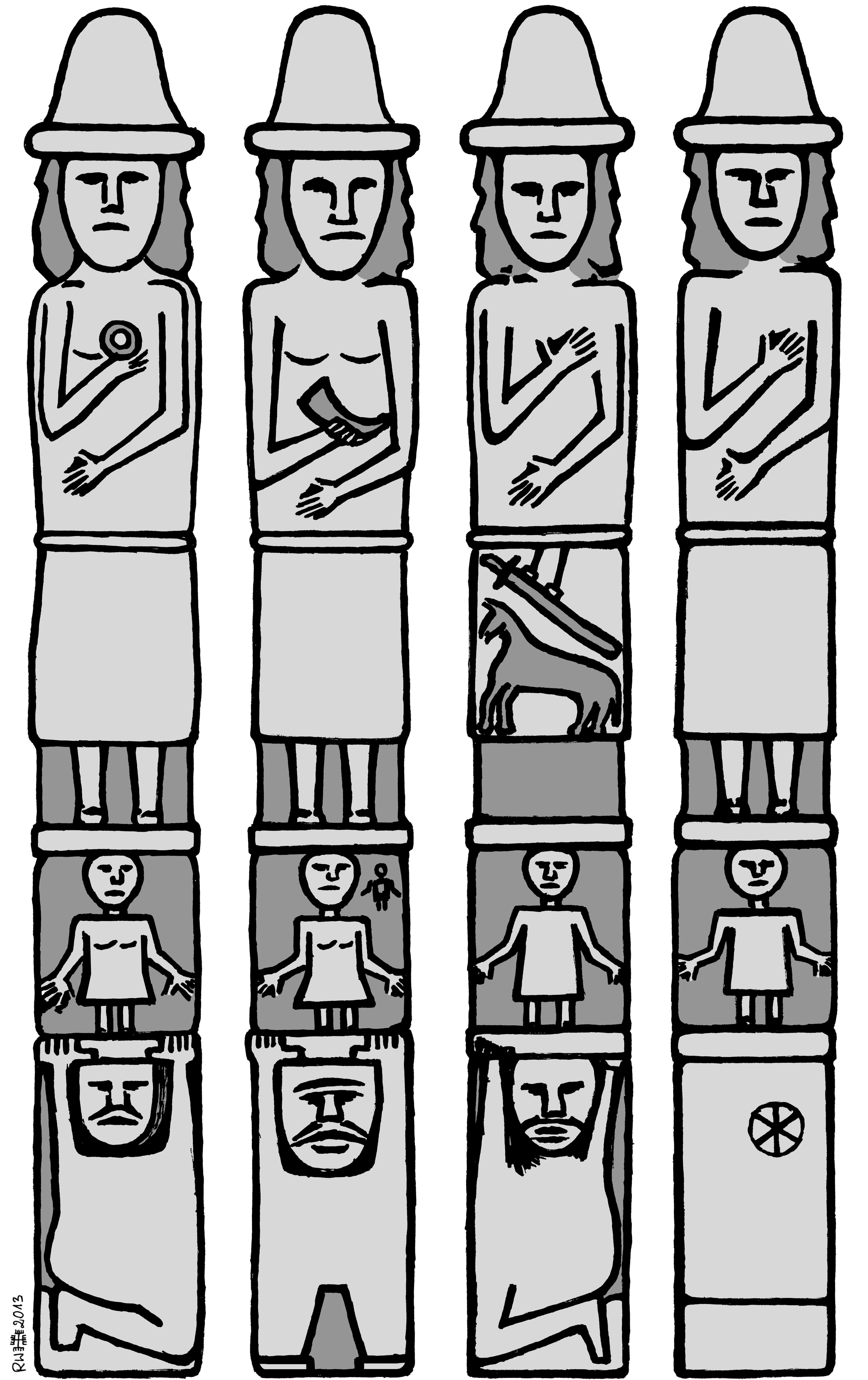
Zobrazení reliéfů zdobících čtyři strany sochy

Idol je vysoký 2,7 metru, kamenný a podle rozborů byl původně polychromní. Na každé ze stran je v horní části vyobrazena postava s kloboukem a dlouhými vlasy, s naznačeným pasem a suknicí:
- Postava na první ze stran drží v pravé ruce roh na pití (obětní roh nebo roh hojnosti), což vedlo k teoriím spojujícím idol se čtyřhlavým Svantovítem z daleké Rujány. Podle některých názorů má ženské rysy a jedná se tedy o bohyni.
- Na druhé straně drží postava kotouček, nejspíše prsten nebo náramek.
- Na třetí straně má postava zavěšenou u pasu šavli, typickou zbraň kočovných stepních národů, a pod ní je vyobrazen neosedlaný kůň v pohybu.
- Na čtvrté straně je postava bez atributů.

Pod naznačenýma nohama postav jsou vyobrazeny na každé straně menší postavy, střídavě ženské a mužské. Jsou v suknici, drží se za ruce, snad v obřadním tanci. Pod ní je pak na spodní vrstvě, s výjimkou čtvrté strany, vyobrazena klečící postava muže s knírem, který podpírá zbytek idolu. Idol ze Zbruče není koncipován jako typické slovanské sochy, byl zhotoven z kamene na místo ze dřeva a někteří pozorovatelé poukazují na mongoloidní rysy na tvářích postav. Šavle a kůň lze poměrně spolehlivě označit za atributy stepních kočovníků. Slované používali k boji spíše meče a sekery.

## Výklady

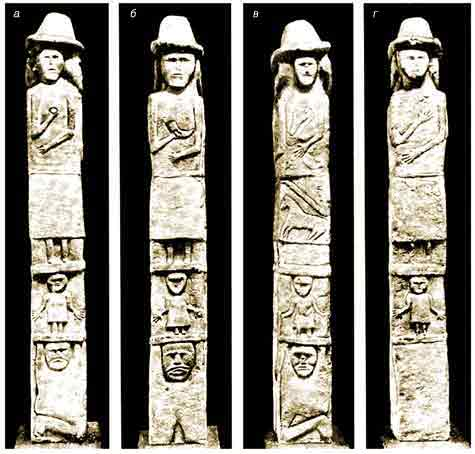
Zbručský idol

Jak již bylo výše řečeno, idol byl kvůli obětnímu rohu (hojnosti) nejčastěji spojován s čtyřhlavým Svantovítem z ostrova Rujána. Problémem je vzdálenost obou lokalit a také to, že se od popisovaného idolu tohoto boha výrazně liší. Sama vícehlavost idolu je sporná, protože jak bylo dokázáno, jedná se spíše o samostatné postavy, byť sdílí jeden společný klobouk, případně o různé projevy jednoho božství. Mnohohlavost božstev je typická pouze u západoslovanských idolů, ve východoslovanském prostředí však zcela absentuje.
Byl spojován se Svarogem, Rodem, postava s kotoučkem s Ladou, postava s rohem se Svantovítem a s Mokoš, válečník s Perunem, Svantovítem, Jarovítem i Triglavem, klečící postava na spodní straně pak s Velesem. Často je také vykládán jako zobrazení tří světů, nebeského, pozemského a podsvětního.
Zdeněk Váňa poukazuje na skutečnost, že postavy jsou spojeny jedním kloboukem a vykládá postavu s rohem jako aspekt hojnosti a plodnosti, postavu s šavlí jako válečný aspekt a postavu s prstenem (kroužkem), který chápe jako symbol nebe či slunce, čili jako kosmický aspekt. Poslední figura by pak měla představovat čistou podstatu božstva.
Podle posledních ikonografických vyhodnocení se zdá, že nejde vůbec o prvek slovanské kultury, nýbrž o kumánskou pohřební stélu.